# B. Reeves Eason
B. Reeves Eason, (né William Reeves Easton le 2 octobre 1886 à New York, et mort le 9 juin 1956 à Sherman Oaks, en Californie) est un réalisateur, scénariste, acteur et producteur de cinéma américain.

## Biographie

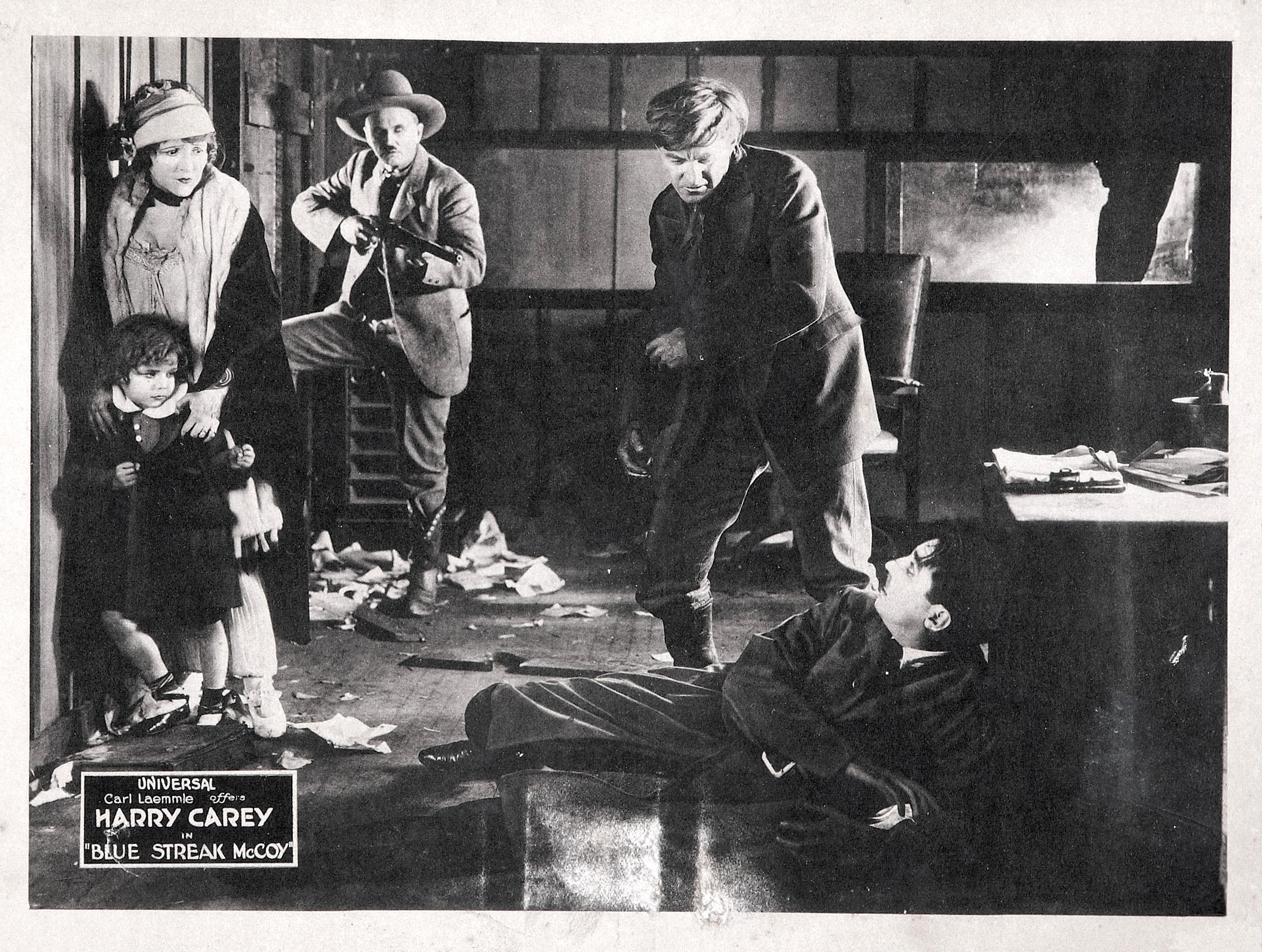
Scène du film Blue Streak McCoy avec Harry Carey (1920).

## Filmographie

### Comme réalisateur
- 1915 : Competition
- 1915 : The Day of Reckoning
- 1915 : She Walketh Alone
- 1915 : The Poet of the Peaks
- 1915 : A Good Business Deal
- 1915 : Mountain Mary
- 1915 : To Melody a Soul Responds
- 1915 : The Honor of the District Attorney
- 1915 : After the Storm (en)
- 1915 : The Newer Way
- 1915 : The Exile of Bar-K Ranch
- 1915 : Drawing the Line
- 1915 : A Question of Honor
- 1915 : The Spirit of Adventure
- 1915 : In Trust
- 1915 : The Little Lady Next Door
- 1915 : The Barren Gain
- 1915 : Hearts in Shadow
- 1915 : Profit from Loss
- 1915 : The Blot on the Shield
- 1915 : The Smuggler's Cave
- 1915 : The Wasp
- 1915 : To Rent Furnished
- 1915 : The Substitute Minister
- 1915 : The Bluffers (en)
- 1915 : The Silver Lining
- 1915 : The Assayer of Lone Gap
- 1915 : The Solution to the Mystery
- 1916 : Matching Dreams
- 1916 : Time and Tide
- 1916 : Viviana
- 1916 : A Sanitarium Scramble
- 1916 : Shadows
- 1918 : Nine-Tenths of the Law
- 1919 : The Fighting Heart
- 1919 : The Four-Bit Man
- 1919 : The Jack of Hearts
- 1919 : The Crow
- 1919 : The Tell Tale Wire
- 1919 : The Fighting Line
- 1919 : The Kid and the Cowboy
- 1920 : The Prospector's Vengeance
- 1920 : Hair Trigger Stuff
- 1920 : Held Up for the Makin's
- 1920 : The Rattler's Hiss
- 1920 : His Nose in the Book
- 1920 : The Moon Riders
- 1920 : Human Stuff
- 1920 : Blue Streak McCoy
- 1920 : Pink Tights
- 1920 : Two Kinds of Love
- 1921 : The Big Adventure
- 1921 : Colorado (en)
- 1921 : Red Courage
- 1921 : Le Mangeur de feu (The Fire Eater)
- 1922 : Entre deux femmes (Pardon My Nerve!)
- 1922 : When East Comes West
- 1922 : Roughshod
- 1922 : The Lone Hand
- 1923 : Around the World in Eighteen Days
- 1923 : His Last Race
- 1924 : Treasure Canyon
- 1924 : Tiger Thompson
- 1924 : Women First
- 1924 : Trigger Finger
- 1924 : Flashing Spurs
- 1925 : The Texas Bearcat
- 1925 : Fighting Youth
- 1925 : Border Justice
- 1925 : Fighting the Flames
- 1925 : The New Champion
- 1925 : A Fight to the Finish
- 1925 : The Shadow on the Wall
- 1926 : The Test of Donald Norton
- 1926 : The Sign of the Claw
- 1926 : Pour la vie de l'enfant (Lone Hand Saunders)
- 1927 : Johnny Get Your Hair Cut
- 1927 : The Denver Dude
- 1927 : Le Roi de la prairie (The Prairie King)
- 1927 : La Course endiablée (Painted Ponies)
- 1927 : Through Thick and Thin
- 1927 : Une recette de beauté (Galloping Fury)
- 1928 : A Trick of Hearts
- 1928 : Une bonne blague (The Flyin' Cowboy)
- 1928 : Riding for Fame
- 1928 : À la rescousse (Clearing the Trail)
- 1929 : The Lariat Kid
- 1929 : Le Chevalier de l'air  (The Winged Horseman)
- 1930 : Trois de la cavalerie (Troopers Three)
- 1930 : Le Ranch de Noé (Roaring Ranch)
- 1930 : Trigger Tricks
- 1930 : Spurs
- 1931 : Le Roi de la jungle (King of the Wild)
- 1931 : The Vanishing Legion
- 1931 : The Galloping Ghost
- 1932 : Sunset Trail (en)
- 1932 : L'Aigle de la mort (The Shadow of the Eagle)
- 1932 : Le Dernier des Mohicans (The Last of the Mohicans)
- 1932 : The Honor of the Press
- 1932 : Cornered
- 1932 : Heart Punch
- 1932 : Behind Jury Doors
- 1933 : Revenge at Monte Carlo
- 1933 : Alimony Madness
- 1933 : Her Resale Value
- 1933 : Dance Hall Hostess
- 1933 : Neighbors' Wives
- 1934 : Hollywood Hoodlum
- 1934 : Le Démon noir (en) (Law of the Wild)
- 1934 : Le Mystère du Colorado (en) (Mystery Mountain)
- 1935 : L'Empire des fantômes (The Phantom Empire)
- 1935 : Le Cavalier miracle (The Miracle Rider)
- 1935 : The Adventures of Rex and Rinty (en)
- 1935 : L'Île des rayons de la mort (The Fighting Marines)
- 1936 : Darkest Africa
- 1936 : Red River Valley
- 1936 : Undersea Kingdom (en)
- 1936 : Give Me Liberty
- 1937 : Land Beyond the Law (en) de B. Reeves Eason
- 1937 : Crime au Far West (Empty Holsters)
- 1937 : Prairie Thunder
- 1938 : Sergeant Murphy
- 1938 : The Kid Comes Back
- 1938 : Daredevil Drivers
- 1938 : La Grande Débâcle (Call of the Yukon)
- 1939 : Blue Montana Skies (en)
- 1939 : Mountain Rhythm (en)
- 1940 : Men with Steel Faces
- 1940 : Pony Express Days
- 1940 : Young America Flies
- 1940 : Service with the Colors
- 1940 : March On, Marines
- 1940 : Meet the Fleet
- 1941 : The Tanks Are Coming
- 1942 : Soldiers in White
- 1942 : Murder in the Big House
- 1942 : Spy Ship
- 1942 : Men of the Sky
- 1943 : Truck Busters
- 1943 : Mechanized Patrolling
- 1943 : Oklahoma Outlaws
- 1943 : Murder on the Waterfront
- 1943 : Wagon Wheels West
- 1943 : The Phantom
- 1944 : L'Aigle des sables  (The Desert Hawk)
- 1944 : Black Arrow (en)
- 1946 : 'Neath Canadian Skies
- 1946 : North of the Border
- 1949 : Rimfire (en)
- 1951 : Le Rocher du diable (Drums in the Deep South) de William Cameron Menzies (réalisateur de seconde équipe)

### Comme acteur
- 1913 : The Step Brothers
- 1913 : A Divorce Scandal
- 1913 : Armed Intervention
- 1913 : The Shriner's Daughter
- 1914 : The Miser's Policy
- 1914 : The Return of Helen Redmond
- 1914 : The Hermit
- 1914 : The Lost Treasure
- 1914 : The Money Lender
- 1914 : The Dream Child
- 1914 : The Second Clue
- 1914 : The Smouldering Spark
- 1914 : In the Moonlight
- 1914 : Calamity Anne's Love Affair
- 1914 : A Soul Astray
- 1914 : Beyond the City
- 1914 : The Lost Sermon
- 1914 : A Prince of Bohemia
- 1914 : Sparrow of the Circus
- 1914 : Feast and Famine (en) de  Sydney Ayres
- 1914 : The Aftermath (it) de  Sydney Ayres
- 1914 : Break, Break, Break
- 1914 : His Faith in Humanity (en) de  Sydney Ayres
- 1914 : Jail Birds (en)  de  Sydney Ayres
- 1914 : In the Open (en) de  Sydney Ayres
- 1914 : Sir Galahad of Twilight (en) de  Sydney Ayres
- 1914 : Redbird Wins (en) de  Sydney Ayres
- 1914 : The Strength o' Ten
- 1915 : The Unseen Vengeance
- 1915 : The Black Ghost Bandit
- 1915 : The Legend Beautiful
- 1915 : The Law of the Wilds
- 1915 : A Heart of Gold : Fred
- 1915 : In the Twilight
- 1915 : Heart of Flame
- 1915 : The Echo : Ferryman
- 1915 : Competition
- 1915 : The Guy Upstairs
- 1917 : Hell Hath No Fury
- 1918 : Nine-Tenths of the Law : 'Red' Adair
- 1920 : Two Kinds of Love : Dorgan
- 1928 : The Danger Rider : Tucson Joe

### Comme scénariste
- 1920 : Pink Tights
- 1918 : Nine-Tenths of the Law
- 1920 : The Prospector's Vengeance
- 1920 : Human Stuff
- 1928 : The Flyin' Cowboy
- 1928 : Riding for Fame
- 1930 : Trigger Tricks
- 1930 : Spurs
- 1934 : Le Démon noir (Law of the Wild)

### Comme producteur
- 1920 : Pink Tights